# Palden Lhamo

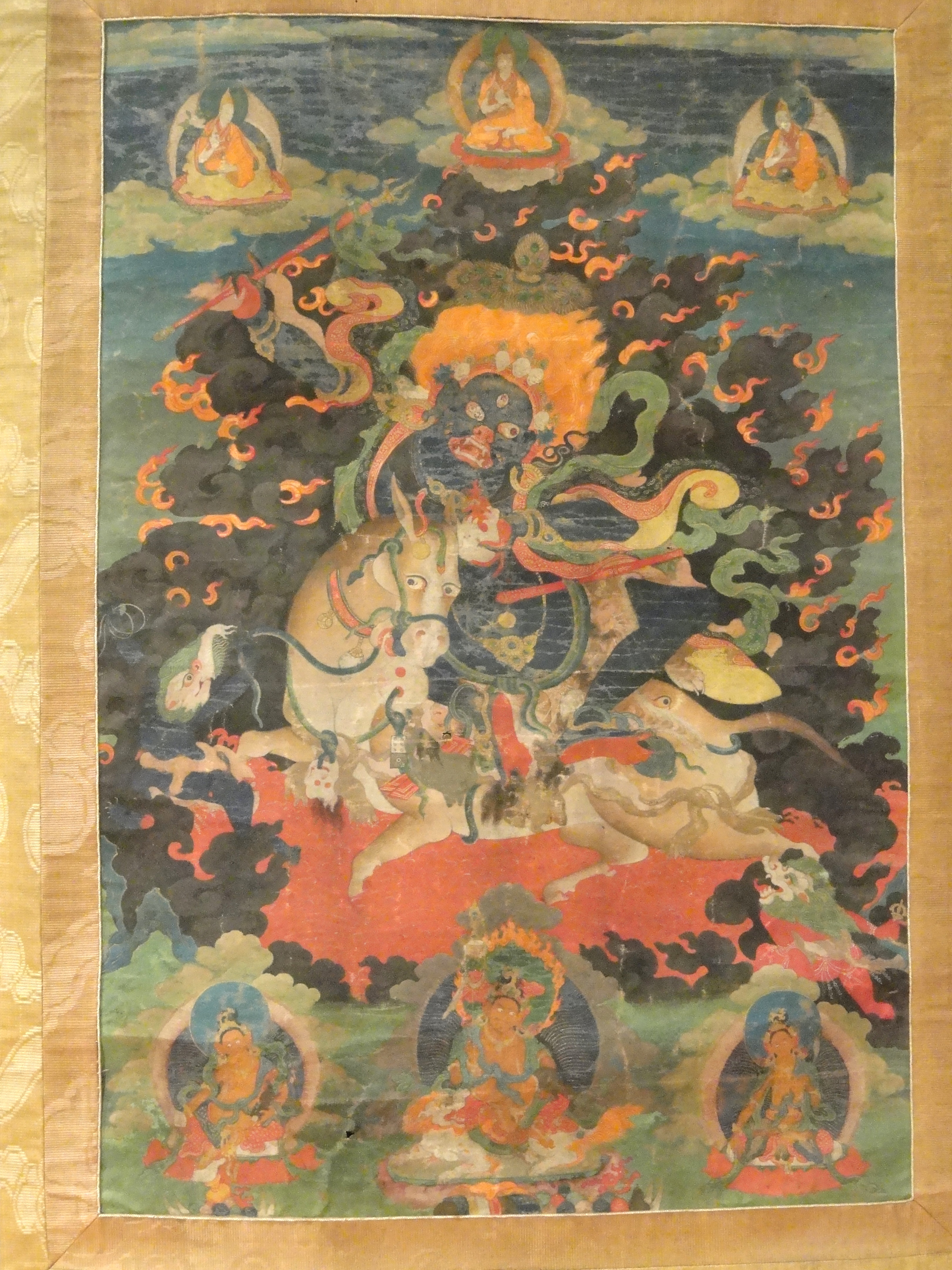
Représentation de Palden Lhamo sur une thangka du XVIIIe siècle, conservée au Musée royal de l'Ontario, au Canada

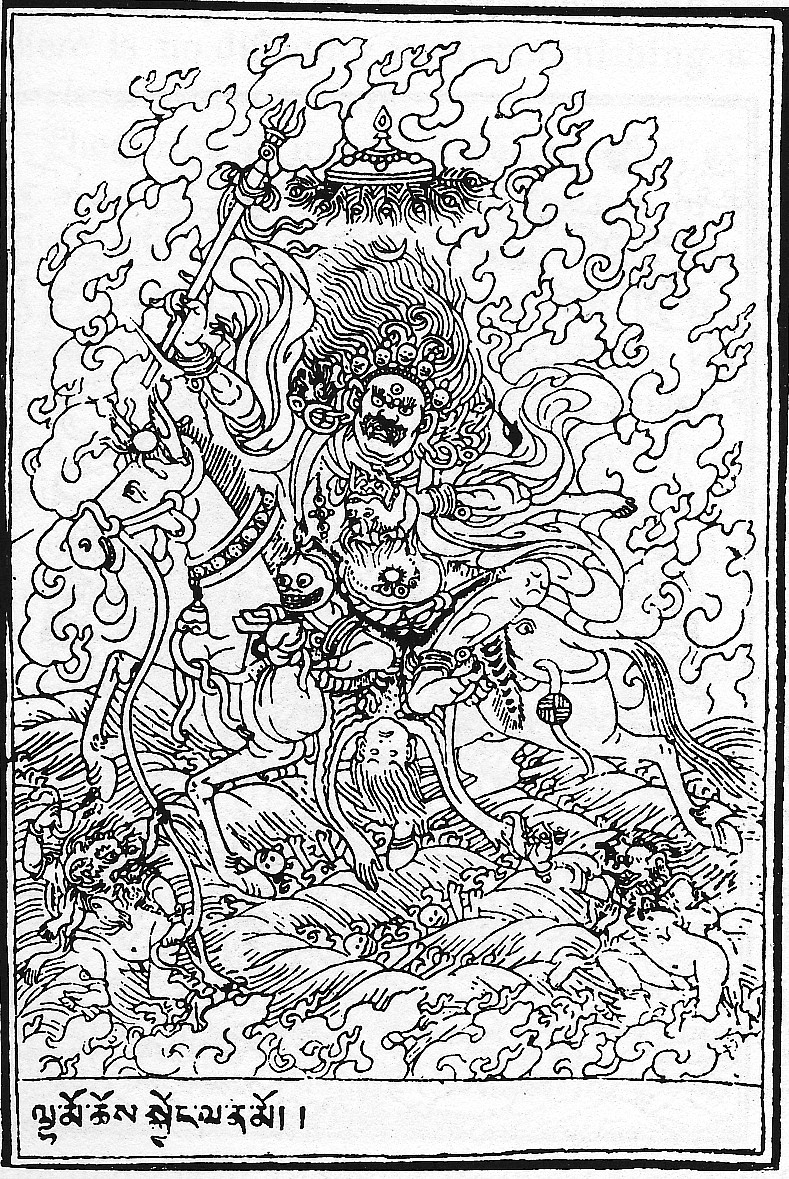
Palden Lhamo.

Palden Lhamo (prononcer : 'Pelden Lhamo'), Panden Lamo (Wylie: dPal ldan Lha mo), Shri Devi (Sanskrit), ou Okkin Tungri (Mongol) est un dharmapala protecteur des enseignements du Gautama Bouddha dans l'école Gelugpa du Bouddhisme tibétain. Déité courroucée considérée comme protectrice principale du Tibet, elle est aussi appelée Remati.
Palden Lhamo est l'épouse de Mahakala. Elle a été décrite comme « déité tutélaire du Tibet et de son gouvernement », « célébrée partout au Tibet et en Mongolie, puissante protectrice des Dalai et Panchen Lamas ainsi que de Lhassa ».

## Palden Lhamo et le lac Lhamo-Latso
Il est dit que Palden Lhamo, en tant qu'esprit gardien féminin du lac sacré de Lhamo-Latso, promit au 1er dalai-lama Gendun Drup, dans l'une de ses visions, qu'elle protégerait la lignée de réincarnation des dalai-lama. Depuis l'époque du 2e dalai-lama Gendun Gyatso, qui a instauré ce système, les Régents et les autres moines se rendent au lac pour méditer et obtenir par des visions une assistance dans la recherche de la prochaine réincarnation.
La forme particulière que prend Palden Lhamo au lac Lhamo-Latso est Gyelmo Maksorma (rGyal mo dMag zor ma), « La Victorieuse qui retourne les ennemis ». Le lac est quelquefois appelé « Pelden Lhamo Kalideva », ce qui indique que Palden Lhamo est une émanation de la déesse Kâlî, la shakti du dieu hindou Shiva. Gyelmo Maksorma ou Machik Pelha Shiwai Nyamchen (Ma gcig dPal lh Zhi ba'i nyams can) est une rare forme paisible de Palden Lhamo.
La montagne au sud du Monastère de Chokhorgyal, Shridevi, est la résidence « bleue » de la Protectrice ; un dundro ou site de funérailles célestes y est situé. Le monastère fut construit initialement de forme triangulaire pour refléter sa position à la confluence de trois rivières et au centre de trois montagnes ; cette forme représente aussi la conjonction des trois éléments (eau, terre et feu) ainsi que le principe féminin (triangle inversé).

## Récits traditionnels
Il est dit que, sous le règne du roi Songtsen Gampo (605 ou 617 ? – 649), Palden Lhamo surpassa toutes les autres divinités protectrices dans sa promesse de protéger le sanctuaire Trulang du roi. Lui présentant une tasse de fer, elle proclama : « Érige une image de moi, et je protégerai ce sanctuaire royal des dommages causés par les humains et les démons mamo ! ».   Elle aurait aussi inspiré à Lhalung Pelgyi Dorje l'assassinat en 841 du roi anti-bouddhiste Langdarma, et est décrite comme la 'protectrice du Dharma de Lhassa'.

## Description
Elle est la seule femme parmi les traditionnels 'Huit Gardiens de la Loi' et est d'ordinaire représentée de couleur bleu profond et avec des cheveux rouges pour symboliser sa nature courroucée, traversant une mer de sang en amazone sur un mulet blanc. Le mulet a un œil sur la croupe gauche, là où son mari, fâché, lui décocha une flèche avec succès après qu'elle eut tué son fils et utilisé sa peau comme couverture de selle, avant de devenir une protectrice du dharma. Elle est considérée comme une forme de la déesse hindoue Mahakali ainsi qu'une émanation courroucée de Saraswati. Elle a trois yeux et est souvent représentée buvant du sang dans un kapala (crâne humain). De plus, H. C. Beasley affirme que « les Tibétains croient que Palden Lhamo se serait réincarnée dans la Reine Victoria, et comme l'un des Huit Terribles, parée de tous ses insignes de pouvoir, elle a tout ce qu'il faut pour inspirer l'horreur et, en apparence au moins, se montre à la hauteur de sa réputation ».